# Bintang (Gambia)
Bintang (Schreibvariante: Bitang oder portugiesisch Vintang) ist eine Ortschaft mit historischer Bedeutung im westafrikanischen Staat Gambia.
Nach einer Berechnung für das Jahr 2013 leben dort etwa 1125 Einwohner, das Ergebnis der letzten veröffentlichten Volkszählung von 1993 betrug 632.

## Geographie
Bintang in der West Coast Region, Distrikt Foni Bintang-Karanai liegt am größten Nebenfluss des Gambia-Flusses, dem Bintang Bolong, und ist ungefähr 90 Straßenkilometer von der Hauptstadt Banjul entfernt.

## Geschichte
In der Geschichte Gambias wurde Bintang im 15. Jahrhundert als Handelsposten der Portugiesen gegründet. Später, im 17. Jahrhundert wurde der Ort von den Engländern als Handelsposten genutzt.
Während des Amerikanischen Unabhängigkeitskrieges (1775–1783) griffen die Franzosen zahlreiche britische Niederlassungen in der Region an, so wird auch von einem Angriff 1780 vom Wasser her auf die Faktorei eines britischen Händlers berichtet. Dieser wurde aber von der ansässigen Bevölkerung vereitelt, die hauptsächlich der Ethnie der Diola angehörte. Sie hinderten mit einer 400 Mann starken mobilisierten Gruppe die Franzosen zu landen und die Faktorei zu zerstören.